# 周湘云
周湘云（1878年—1943年），清末民国集“房产大王”、大收藏家为一身的沪上巨贾。生前家产8000万银元，浙江宁波人。

## 生平
祖父为宁波名医，父亲周莲塘为上海房产巨商。周家祖籍浙江宁波府，出自月湖畔周家。1891年周莲塘在上海去世时，周年仅13岁。上海著名“莲塘记”在周父逝世后由水太夫人接盘经营，当周湘云接手继承家业后已有超500万银元资产。周捐助清廷，获“上海候补道”官衔，成为红顶商人，之后又因赈江浙水灾加官三品布政使衔。周在上海租界内拥有大量房产，辛亥革命、1924年江浙战争后，上海租界人口大增，房产价格飞涨，促成周的身价大涨。周平时生活极端朴素，平日里穿粗布长衫，脚踏布鞋，而1943年周在上海逝世时，却留下超8000万巨额资产。

## 收藏
周热衷收藏古董，将房地产收益投资古董收藏，很多藏品都是国宝。周所收藏的唐怀素《苦笋帖》，宋米友仁《潇湘图》今均为上海博物馆镇馆之宝。周斥巨资盘下端方的家藏，又斥巨资收购清中期名臣阮元“家庙四器”：虢叔大钟、寰盘、葛伯敦、执壶。其著名藏品有：
- 唐虞世南的《汝南公主墓志》
- 唐怀素《苦笋帖》
- 宋米芾《向太后挽词》
- 元赵孟頫手卷
- 明董其昌《临淳化阁帖十卷》
- 元黄公望的《富春山居图》残卷
- 元王蒙《春山读书图》
- 西周齐侯罍, 1950年代初捐赠给上海文管会
- 虢叔大钟

## 遗物遗迹
- 青海路44号周家豪宅，或称“周家大宅”。始建于1936年，设计师为戴维斯·布鲁尔德，占地超3000平方米，房间52间，造价超40万法币，是当时最贵的私人豪宅[5]。今为上海岳阳医院[3]。
- 曾持有上海一号牌汽车，即“001”号车牌[5]。哈同也有意上海第一号车牌，但还是被周竞得，哈同因此恼羞成怒[6]。此车牌后属于周的后代周純卿[7]。

## 家族
父周莲塘、二弟周純卿均为上海房产巨商。周纯卿三女儿周素琼是盛康年之妻。盛康年为盛丕华之子。周子周昌善为中国信鸽业元老。